# Iksookimia
Iksookimia es un género de peces de agua dulce de la familia Cobitidae en el orden de los Cypriniformes.

## Especies
- Iksookimia hugowolfeldi Nalbant, 1993
- Iksookimia koreensis Kim, 1975
- Iksookimia longicorpa Kim, Choi & Nalbant, 1976
- Iksookimia pumila Kim & Lee, 1987
- Iksookimia yongdokensis Kim & Park, 1997